# صراع الجبابرة (فلم 1981)
صراع الجبابرة هو فيلم مغامرات خيالي صُدر في عام 1981 من إخراج ديزموند ديفيس وكتبه بيفيرلي كروس والذي يستند بشكل مُفصل إلى أسطورة بيرسيوس اليونانية. ومن النجوم هاري هاملين وجودي بوكر وبورجيس ميريديث وماجي سميث ولورنس أوليفييه. يعرض الفيلم العمل النهائي لفنان المؤثرات البصرية راي هاريهاوزن . أصدر الفيلم في 12 يونيو 1981 وحقق 41 مليون دولار عند شباك التذاكر في قارة أمريكا الشمالية،  مما جعله الفيلم الحادي عشر الأكثر ربحًا لهذا العام. نشرت رواية للفيلم من قبل آلان دين فوستر في عام 1981.
أصدرت شركة وارنر برذرز الترفيهية طبعة ثلاثية الأبعاد في 2 أبريل عام 2010. 

## الحبكة
يسجن الملك أكريسيوس والذي ينتمي لقبيلة أرغوس ابنته داناي، في محاولة لمنع نبوءة أن طفلها سيكون سببًا لوفاته. عندما قام الإله زيوس بتلقيحها، طرد أسريسيوس ابنته وابن زيوس حديثي الولادة بيرسيوس إلى البحر في صندوق خشبي. في الانتقام، قتل زيوس أكريسيوس وأمر بوسيدون بإطلاق سراح آخر فردٍ من الجبابرة، وحش البحر العملاق المسمى كراكن، لتدمير أرغوس. لقد طقا كلًا من داناي وبيرسيوس بأمان إلى جزيرة سيريفوس، حيث ينمو بيرسيوس ليصل إلى مرحلة البلوغ.
كاليبوس، الابن المدلل والمتمرد لآلهة البحر ثيتيس، مخطوب للأميرة أندروميدا، ابنة الملكة كاسيوبيا ملكة جوبا. لكن نظرًا لارتكابه العديد من الفظائع ضد زيوس، بما في ذلك تدمير خيول زيوس المقدسة الطائرة (باستثناء بيغاسوس)، يُحوّل زيوس كاليبوس إلى مخلوق مُشوّه شبيه بالإهتراء. في الانتقام، يقوم ثيتيس بنقل بيرسيوس بالغ من سيريفوس إلى قاعة سينما مهجورة في جوبا، حيث يُصادق جنديًا، ثالو، وشاعرًا مسنًا يُدعى عمون ويتعلم أن أندروميدا تحت لعنة ولا يمكن أن تتزوج إلا من المُتقدِّم لخطبتها. وبناءً على ذلك فإن خطر الإعدام على عاتقه إذا فشل، يُجيب ثالو بنجاح على لغز طُوِّر بواسطة كاليبوس. يُرسل زيوس إلى بيرسيوس خوذة صُنعت بيد الله من أثينا مما يجعل مُرتديها غير مرئي وسيف سحري من أفروديت ودرع من هيرا، مُرتدية الخوذة، تلتقط بيغاسوس وتتبع نسر كاليبوس العملاق الذي يحمل روح أندروميدا أثناء نومها لتعلم اللغز التالي. لقد أصبح بيرسيوس مكشوفًا وكاد أن يُقتل من قبل كاليبوس، لكنه تمكن من قطع إحدى يدي كاليبوس، وفقد خوذته في هذه العملية.

جورجون ميدوسا

في صباح اليوم التالي، قدم بيرسيوس نفسه على أنه الزوج التالي الذي يجب أن يكون ويجيب بشكل صحيح على اللغز، وفاز بيد أندروميدا في الزواج. بعد اكتشاف أن ثيتيس لا يمكنها العمل ضد بيرسيوس، يطلب كاليبوس بدلاً من ذلك أن تنتقم ثيتيس من جوبا. في حفل الزفاف وبالتحديد معبد ثيتيس، أعلنت الملكة كاسيوبيا أن جمال أندروميدا أعظم من جمال ثيتيس نفسها، حيث هز زلزال المعبد، مما تسبب في كسر رأس تمثال ثيتيس وتحطم على الأرض. يطالب ثيتيس، باستخدام رأس التمثال ليتحدث من خلاله، بالتضحية لأجل أندروميدا إلى الكراكن خشية تدمير جوبا. يبحث بيرسيوس عن طريقة لهزيمة الكراكن، لكن ألقي القبض على بيغاسوس بواسطة كاليبوس ورجاله. أمر زيوس أثينا بإعطاء بيرسيوس بومة بوبو، لكنها بدلاً من ذلك أمرت هيفايستوس ببناء نسخة طبق الأصل ذهبية لبوبو، الذي يقود بيرسيوس وأندروميدا وعمون وثالو وبعض الجنود إلى ساحرة ستيجيان. من خلال أخذ عينهم السحرية، يجبرهم بيرسيوس على الكشف عن أن الطريقة الوحيدة لهزيمة الكراكن هي باستخدام رأس جورجون ميدوسا، الذي يمكن بنظرته تحويل أي كائن حي إلى حجر، والذي يعيش على جزيرة في نهر ستيكس في حافة العالم السفلي. في اليوم التالي تستمر المجموعة في رحلتها من دون أندروميدا وعمون اللذان يعودان إلى جوبا.

يأتي كراكن ليُطالب أندروميدا.

قُتل معظم رجال بيرسيوس في جزيرة جورجون. يُقاتل بيرسيوس ويقتل وصي ميدوسا، كلب برأسين يُدعى ديوسكيلوس. ثم يدخل بيرسيوس إلى عرين جورجون، حيث يستخدم الجانب السفلي العاكس لدرعه لخداع ميدوسا وقطع رأسها وجمع رأسها؛ لكن بدأ الدرع يذوب بدمها اللاذع. مع استعداد بيرسيوس وحزبه للعودة، يدخل كاليبوس مُعسكرهم ويثقب العباءة التي تحمل رأس ميدوسا، مما تسبب في إراقة دمائها وإنتاج ثلاثة عقارب عملاقة. يهاجم كاليبوس والعقارب وأدى ذلك قتلهم مرافقي بيرسيوس الباقين، بما في ذلك ثالو، الذي يحزن على موته بيرسيوس. يتغلب بيرسيوس على العقارب وبعد ذلك يقتل كاليبوس.
أصبح ضعيفًا بعدم قدرته على التحمل، أرسل بيرسيوس بوبو لإنقاذ بيغاسوس من أتباع كاليبوس فوصلوا إلى السينما المهجورة في جوبا، حيث انهار من الإرهاق. كان أندروميدا مقيدًا إلى منحدرات البحر خارج جوبا، واستدعى الكراكن نفسه. يُحوِّل بوبو انتباه الكراكن حتى ظهر بيرسيوس، الذي أعاد زيوس قوته سرًا، ظهرت على بيغاسوس. في المعركة اللاحقة، قام بيرسيوس بتخويف الكراكن برأس ميدوسا، مما تسبب في تحطمها إلى أشلاء. ثم ألقى رأسه في البحر، وحرر أندروميدا، وتزوجها.
تتنبأ الآلهة بأن بيرسيوس وأندروميدا سيعيشان بسعادة، ويحكمان بحكمة، وينجبان الأطفال، ويمنع زيوس الآلهة الأخرى من الانتقام منهم. أنشأت الأبراج من بيرسيوس وأندروميدا وبيغاسوس وذات الكرسي على شرفهم.

## شخصيات الرواية
- هاري هاملين في دور فرساوس
- جودي بوكر بدور أندروميدا
- بيرجس ميريديث في دور عمون
- ماجي سميث بدور ثيتيس
- سيان فيليبس في دور كاسيوبيا
- كلير بلوم بدور هيرا
- أورسولا أندريس بدور أفروديت
- لورانس اوليفييه في دور زيوس
- بات روتش مثل هيفايستوس
- سوزان فليتوود في دور أثينا
- تيم بيجوت سميث في دور ثالو
- جاك جويليم في دور بوسيدون
- نيل مكارثي في دور كاليبوس
- فيدا تايلور مثل داناي
- دونالد هيوستن في دور أكريسيوس
- فلورا روبسون وآنا ماناهان وفريدا جاكسون في دور ساحرات ستيجيان

## الإنتاج
كان الفيلم فكرة الكاتب بيفرلي كروس. في عام 1978، قدمت شركة أندور للأفلام نسخة من السيناريو إلى المجلس البريطاني لتصنيف الأفلام، للحصول على المشورة بشأن كيفية الحصول على شهادة «يو» أو «أ». تضمّنت مسودة السيناريو مشاهد اعتبرتها بي بي إف سي غير مقبولة بموجب تلك الشهادات، بما في ذلك تمزيق الكراكن بيغاسوس إلى أجزاء وظهور أندروميدا عارياً خلال ذروة الفيلم. لقد أجريت تغييرات على النص، وعند التقديم، حدثت بعض الاقتصاصات للفيلم كحذف بعض المشاهد في معركة بيرسيوس النهائية مع كاليبوس ونال الفيلم على شهادة «أ»: «حصل على قبول أولئك الذين تبلغ أعمارهم 5 سنوات فما فوق، ولكن لا ينصح بهم للأطفال دون سن 14 عامًا».
استخدم راي هاريهاوزن الرسوم المتحركة ذات الحركة المتوقفة لإنشاء كائنات مختلفة في الفيلم، بما في ذلك كاليبوس، نسره، بيغاسوس، بوبو البومة الميكانيكية، ديوسكيلوس، ميدوسا، العقارب وكراكن. كان هاريهاوزن أيضًا منتجًا مشاركًا للفيلم، وتقاعد من صناعة الأفلام بعد وقت قصير من إصداره. على الرغم من أوجه التشابه بين بوبو والروبوت آر تو دي تو من فيلم حرب النجوم عام 1977، ادّعى هاريهاوزن أن بوبو قد أنشأ قبل إصدار حرب النجوم (7). قالت هيئة بي بي سي، التي راجعت الفيلم لضمان حصول الفيلم على الشهادة في عام 1981، إن تأثيرات هاريهاوزن أتقنت بشكل جيد وستوفر الترفيه للجماهير من جميع الأعمار، لكنها قد تبدو «قبعة قديمة» لمن هم على دراية بـ ستار وورز وسوبرمان. 
عُيِّنت كولومبيا بيكتشرزفي البداية لتوزيع الفيلم بعد أن أنتج معظم أفلام هاري هاوسن والمنتج تشارلز ه. شناير، ولكن بعد تغيير الحراسة في الاستوديو، أسقطوا المشروع أثناء مرحلة ما قبل الإنتاج، قائلين إنه مكلف للغاية. أخذها شنايرإلى أوريون بيكتشرز الذي أصر على أن يلعب أرنولد شوارزنيجر دور البطولة لكن المنتج رفض هذا الأمر لأن الدور ينطوي على الكثير من الحوار. ثم جرب شركة مترو غولدوين ماير التي وافقت على التمويل. قال شنير: «لقد أحبوا المواد، لقد أحبوا الصورة، وكانوا رائعين بالنسبة لنا». «عندما جمعت الفيلم معًا وظهر الممثلين، وافقوا على المسبوكات الإضافية وأضافوا تلك النفقات إلى الميزانية».
سعى شناير عمدا إلى البحث عن ممثلين أكثر شهرة للعب الآلهة من أجل تحسين فرص الفيلم في شباك التذاكر. «إذا لعبنا هذه الصورة من دون ممثلين معروفين، فقد يُفترض أنها ليست كذلك. قد يعاني مصير شخص غربي وفي نفس الوقت إيطالي». استغرقت مشاهد الآلهة ثمانية أيام فقط. قالت كلير بلوم إنها وافقت فقط على ذلك «لأنه قد قيل لي أن أوليفييه كان يفعل ذلك ويستمر ذلك أسبوعًا فقط.»
ألغت إم جي إم اختيار شناير لجون جيلجود لتصوير الكاتب المسرحي عمون، وطلبت من بيرجس ميريديث أن تمثل بدلاً منه. قال شنير: «لقد رأيت المعنى في ذلك». «لقد فضّلوا الممثل الأمريكي. لم يريدوا أن يعتقد الجمهور أنها صورة إنجليزية بالكامل.» 
اختار شناير ديزموند ديفيس ليركِّز على أجزاء من الفيلم لأن ديفيس كان قد صنع العديد من أفلام شكسبير في بي بي سي وأراد شخصًا لديه خبرة في التعامل مع ممثلين شكسبير. 
شارك النجمان هاري هاملين وأورسولا أندريس بطريقة رومانسية في وقت الإنتاج. ولد ابنهما ديميتري عام 1980 بعد اكتمال التصوير وانتهت علاقتهما عام 1983.
جاك غويليم، والذي ظهر في دور بوسيدون، كان قد لعب في وقت سابق دور الملك أيت في فيلم جيسون والمغامرون الأصلي في عام 1963.
كاتب سيناريو الفيلم، بيفرلي كروس، كان متزوجًا من ماجي سميث، التي لعبت دور ثيتيس، حتى وفاته في عام 1998. عمل كروس مع المنتج تشارلز ه.شناير من قبل، في كتابة سيناريو إنتاج شناير لجيسون و المغامرون .

## الاستقبال

### شباك التذاكر
أصدر فيلم صراع الجبابرة في 12 يونيو 1981 وحقق أرباحًا بلغت 6,565,347 دولارًا من 1127 مسرح في عطلة نهاية الأسبوع الافتتاحية، حلّ في المرتبة الثانية فيلم سارقو التابوت الضائع عند شباك التذاكر الأمريكي، والذي أصدر في نفس التاريخ.  بحلول الوقت الذي أنهى فيه مسيرته المسرحية، كان قد حقق 41 مليون دولار في قارة أمريكا الشمالية. حقق الفيلم أكثر من 70 مليون دولار في جميع أنحاء العالم وكان أحد أكبر النجاحات التي وصل إليها في عام 1981.

### الاستقبال النقدي
على موقع تجميع التعليقات في موقع روتن توميتوز، حصل الفيلم على نسبة موافقة تبلغ 65 ٪ بناءً على 48 مراجعة، ومتوسط تقييم 6/10. يقرأ الإجماع النقدي للموقع، «ملحمة سيف وصندل من المدرسة القديمة، تعدين صراع الجبابرة للأساطير اليونانية لتشمل قصتها وتجسدها مع تقنيات الرسوم المتحركة المتوقفة عن الحركة القديمة الساحرة وكان صاحب الفكرة راي هاريهاوزن.» 
أعطى روجر إيبرت من شيكاغو سن-تايمز تقييمًا للفيلم ثلاثة ونصف من أصل أربعة نجوم ووصفه بأنه "مغامرة رومانسية عظيمة ومجيدة، مليئة بالأبطال الشجعان والبطلات الجميلات والوحوش المخيفة والمبارزات المذهلة حتى الموت. إنه ممتع للغاية. "  كما أعطى جين سيسكل من شيكاغو تريبيون تقييمًا للفيلم عبارة عن ثلاثة نجوم ونصف من أصل أربعة ووصفه بأنه "مؤثرات خاصة مذهلة تنجح ببراعة كفيلم مغامرات من الطراز القديم مبني على أساطير تحت مسمى الأساطير اليونانية."  وصفته مجموعة متنوعة بأنه "ممل بشكل لا يطاق لفيلم من المحتمل أن ينام القليل من البالغين العالقين في اصطحاب الأطفال إليه. هذه الحكاية الأسطورية لبيرسيوس، ابن زيوس، وبحثه عن مجرة المرأة المسلسلة "العادلة"، غارقة في عدد كبير من الحوارات المبتذلة ومجموعة لا تعد ولا تحصى من المؤثرات الخاصة المسطحة التي عفا عليها الزمن والتي تعد بمثابة إرجاعك إلى الماضي لصورة الخمسينيات السيئة ". كتب فينسينت كانبي من صحيفة نيويورك تايمز : "على الرغم من أن المغامرات ليست خيالية جدًا، إلا أن المغامرات كثيرة وتتضمن الكثير من تخصصات السيد هاريهاوزن"، على الرغم من اعتقاده أن الوحوش كانت "أقل إقناعًا من كونها مثيرة للاهتمام". صرّح كيفن توماس من صحيفة لوس أنجلوس تايمز أن الفيلم "يتمتع بسحر، ولديه خيال، ولكنه أيضًا غالبًا ما يكون ممتلئًا. إنه مثال على أن الكل ليس بجودة أجزائه. ومع ذلك، فإن مساهمات هاريهاوزن مبهجة، وقد يكون هذا أكثر من كافٍ لمعجبيه المتحمسين ومعظم الشباب. كتب غاري أرنولد من صحيفة واشنطن بوست أن هاملين كان "دائمًا حاضرًا مغناطيسيًا" لكن جاذبية الفيلم كانت "جذابة ومتماسكة". كتب جيف براون من نشرة الفيلم الشهرية أن الفيلم "للأسف فشل في التخلص من الكثير من الغبار عن هذا النوع. . . على الرغم من جهود المنتجين التي طال أمدها، هناك احتمال حقيقي بأن يتحول بعض الجمهور إلى حجر قبل ظهور ميدوسا "  ذكر الوقت أن "العملاق الحقيقي هو راي هاريهاوزن". 
استعرض كريستوفر جون صراع الجبابرة في مجلة أريس # وعلق قائلاً «لا يزال صراع الجبابرة أحد أفضل أعمال هاري هاوسن. إنه يحتوي على نصٍ لائق، وطاقم عمل جيد، والعديد من التأثيرات الجيدة. تكمن المشكلة في الأشياء الصغيرة. إذا كان، في الحقيقة، أن يكون صدام جبابرة، فهذا هو من كان يجب أن يُميّز؛ كان ينبغي أن تكون قصة الآلهة أو بيرسيوس، وليس كلاهما. يرتكز الفيلم بين مدرستين ... وحتى هاريهاوزن لا يستطيع حفظه مهما كان سحره ممتازًا.» 
في كتاب نُشر عام 2000، اقترح ستيفن آر ويلك أن «معظم الناس اليوم على دراية بقصة بيرسيوس وميدوسا يدينون بمعرفتهم» للفيلم.

## المواقع

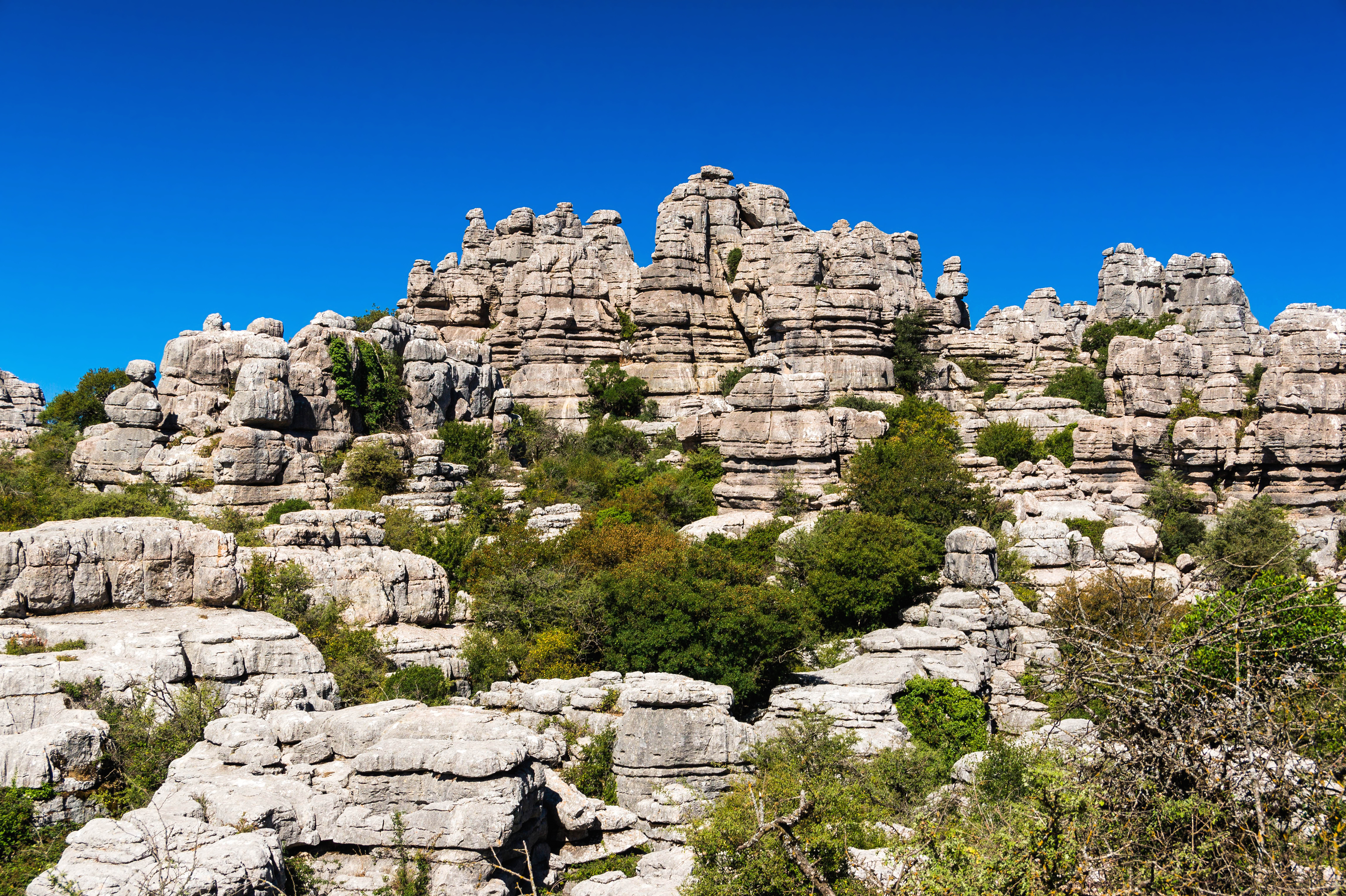

تظهر المنطقة الكارستية في إل توركال دي أنتيكويرا ‏ بإسبانيا في زيارة ساحرات ستايجيان..
- ملف:Azure_Window_360.jpg

نافذة أزور في غوزو، في مالطا، تظهر في معركة ضد الكراكن
تشمل المواقع الأخرى:
- كورنوال، المملكة المتحدة.
- مسرح ألبرت أر. بروكولي 007، في باينوود ستوديوز، المملكة المتحدة.
- بايستوم، إيطاليا

## الإرث2
استأنفت سلسلة الكتاب الهزلي المصغرة من أربعة أعداد غضب العمالقة (2007)، التي أصدرتها تيدال ويف للإنتاج كجزء من سلسلة توقيع راي هاوسن، زمن القصة بعد 5 سنوات من أحداث الفيلم.
أصدرت النسخة ثلاثية الأبعاد صراع الجبابرة في عام (2010) والتكملة لها راث أوف ذا تايتنز (2012) من قبل صاحب حقوق الملكية الحالي وارنر براذرز. (من خلال شركة تيرنر للترفيه. الشركة الشقيقة لـ دبليو بي)    سيظهر الكراكن في فيلم ليغو باتمان كواحدٍ من الأشرار الذين احتشدهم الجوكر لتدمير مدينة جوثام. ظهر بوبو في «المشكلة مع الحقيقة»، حلقة من سلسلة الرسوم المتحركة فريق العدالة أكشن .

## روابط خارجية
- مقالات تستعمل روابط فنية بلا صلة مع ويكي بيانات

## روابط إضافية
- الموقع الرسمي